# Maladera krali
Maladera krali är en skalbaggsart som beskrevs av Ahrens 2004. Maladera krali ingår i släktet Maladera och familjen Melolonthidae. Inga underarter finns listade i Catalogue of Life.